# Леонардо і Тайна вечеря
«Леонардо і Тайна вечеря» — книга 2011 року, написана Россом Кінгом, канадським прозаїком і письменником-публіцистом. У 2012 році він був нагороджений премією генерал-губернатора Канади за англомовну нон-фікшн за «Леонардо і Таємну вечерю», його дослідження культової релігійної стінописи Леонардо да Вінчі XV століття.

## Огляд
Картина Леонардо да Вінчі «Тайна вечеря» в колишній трапезній Санта-Марія-делле-Граціє в Мілані зайняла у нього та його команди помічників близько трьох років. Картина була написана не традиційною технікою фрески, а використано експериментальний засіб на масляній основі. Це виявилося катастрофою, оскільки на стіні, схильній до вологості, поверхня фарби швидко зіпсувалася. Століттями живопис піддавався інвазивним реставраціям і ретушям.

## Критична відповідь
У позитивній рецензії для Ґардіан Чарльз Ніколл написав; «Кінг володіє даром чіткого, невигадливого викладу та інстинктивним чуттям оповіді».. Мічіко Какутані, яка писала для Нью-Йорк таймс, назвала книгу «захоплюючою розповіддю» та написала, що, хоча в ній не так багато нових досліджень, Кінг виконує «плавну та проникливу роботу, поєднуючи воєдино всі свої дослідження».